# Landfilm

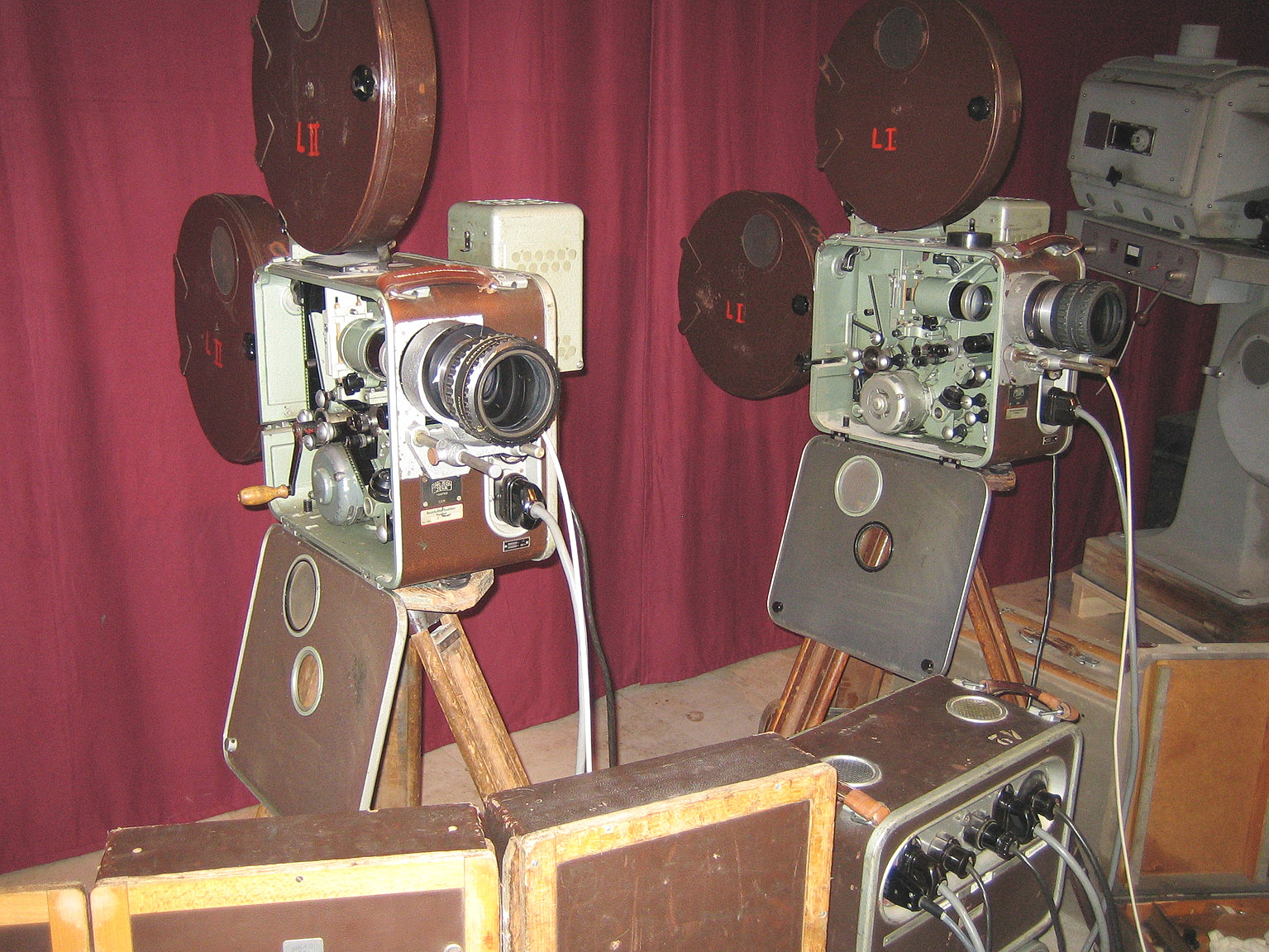
Filmprojektor Zeiss TK 35, der häufig für den Landfilm verwendet wurde

Der Landfilm war eine Einrichtung in der DDR, die vor allem in den 1950er Jahren in ländlichen Regionen, in denen es keine Kinos gab, öffentliche Filmvorführungen mittels mobiler Kinotechnik anbot.

## Geschichte
Die Landfilm-Initiative entstand ab 1948 in der Sowjetischen Besatzungszone, als die Zentralverwaltung der Maschinen-Ausleih-Stationen den Ausbau des Kultursektors in ländlichen Gebieten beschloss. Ziel war es, auch der Bevölkerung in Regionen ohne reguläre Kinogebäude den Zugang zu Film- und Programmaufführungen zu ermöglichen. Dazu wurden in vielen Dörfern des Landes regelmäßig Filmvorführungen durchgeführt. Oft fanden diese Vorführungen in Kulturhäusern oder den örtlichen Gasthöfen statt. Gezeigt wurden Kinder- und Spielfilme, Dokumentationen und DEFA-Sendungen wie Der Augenzeuge.
Die größte Verbreitung hatte der Landfilm in den 1950er Jahren. Zu Beginn der 1960er Jahre schwand seine Popularität. Die fortschreitende Verbreitung des Fernsehens in den Haushalten der DDR, aber auch die zunehmend veraltete mobile Vorführtechnik sowie die wachsenden Einkommen und die größere Mobilität der Bevölkerung führten zu einem starken Rückgang des Landfilm-Angebots. Mobile Aufführungen fanden ab dieser Zeit in deutlich geringerem Umfang und fast nur noch in sehr strukturarmen Gebieten des Landes statt.

## Hintergrund
Der Landfilm als staatliche Institution der DDR verstand sich in erster Linie „nicht [als] eine Kinoveranstaltung, sondern eine politische Aufklärungs- und Bildungsveranstaltung“. Die Aufführungen dienten vorrangig als Mittel der politischen Agitation. Die Spielpläne wurden von einer zentralen Filmstelle festgelegt. Das Personal des Landfilms war zudem dazu angehalten, nach den Vorführungen Diskussionen mit dem Publikum zu führen und darüber Berichte zu verfassen.

## Technik
In den ersten Jahren des Landfilms wurden vor allem mobile Techniklösungen eingesetzt, die eigens für die jeweiligen Vorführungen an den entsprechenden Orten aufgebaut wurden. Sehr häufig kam dabei der Tonkinokoffer Zeiss TK 35 aus dem VEB Carl Zeiss Jena zum Einsatz. Später wurden die Spielstätten des Landfilms auch mit fest installierten Projektoren ausgestattet und zum Teil wurden „Dorfkinos“ in Form von speziell eingerichteten Vorführräumen eingerichtet.